# Munguía

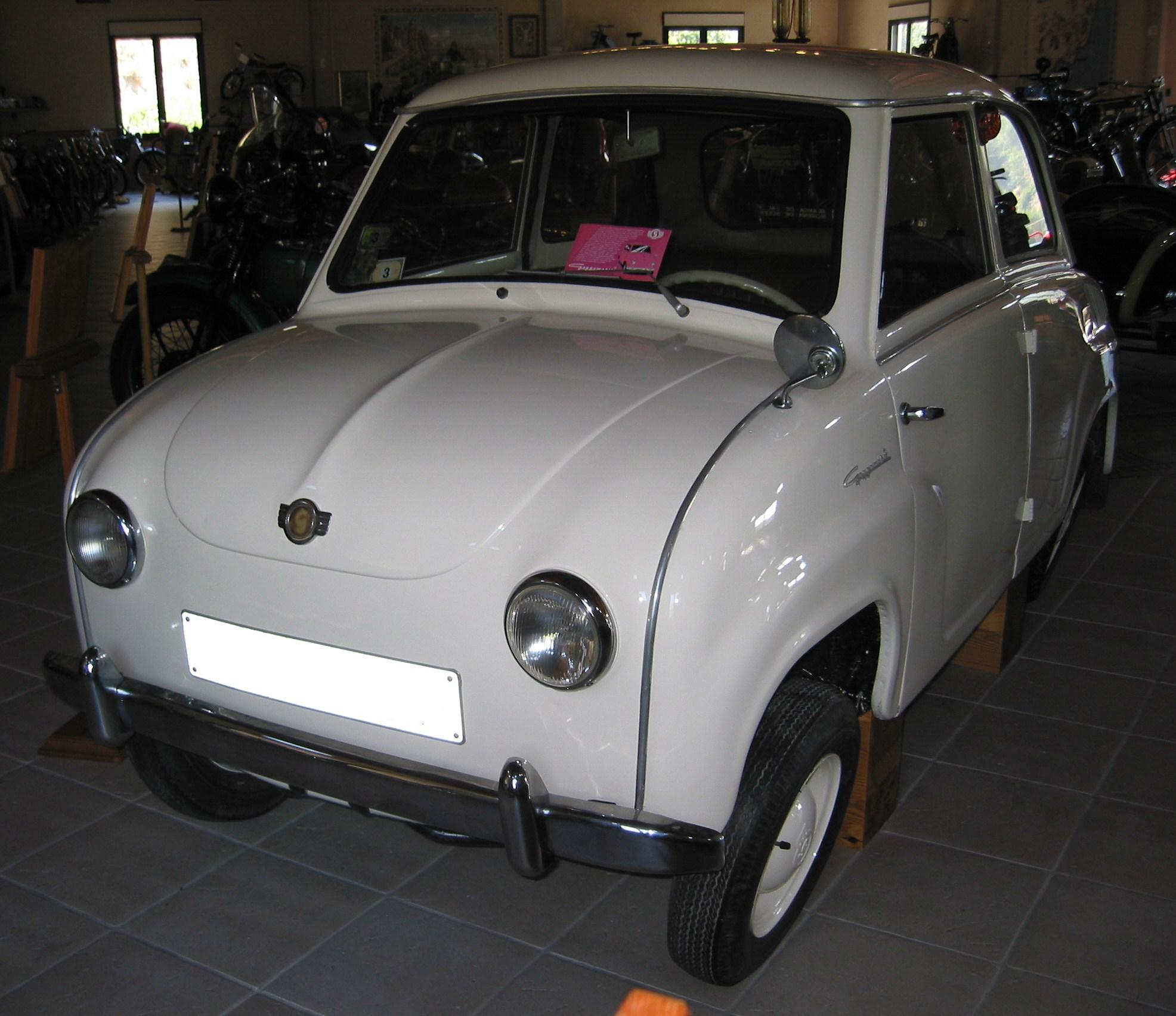
Munguía von 1965

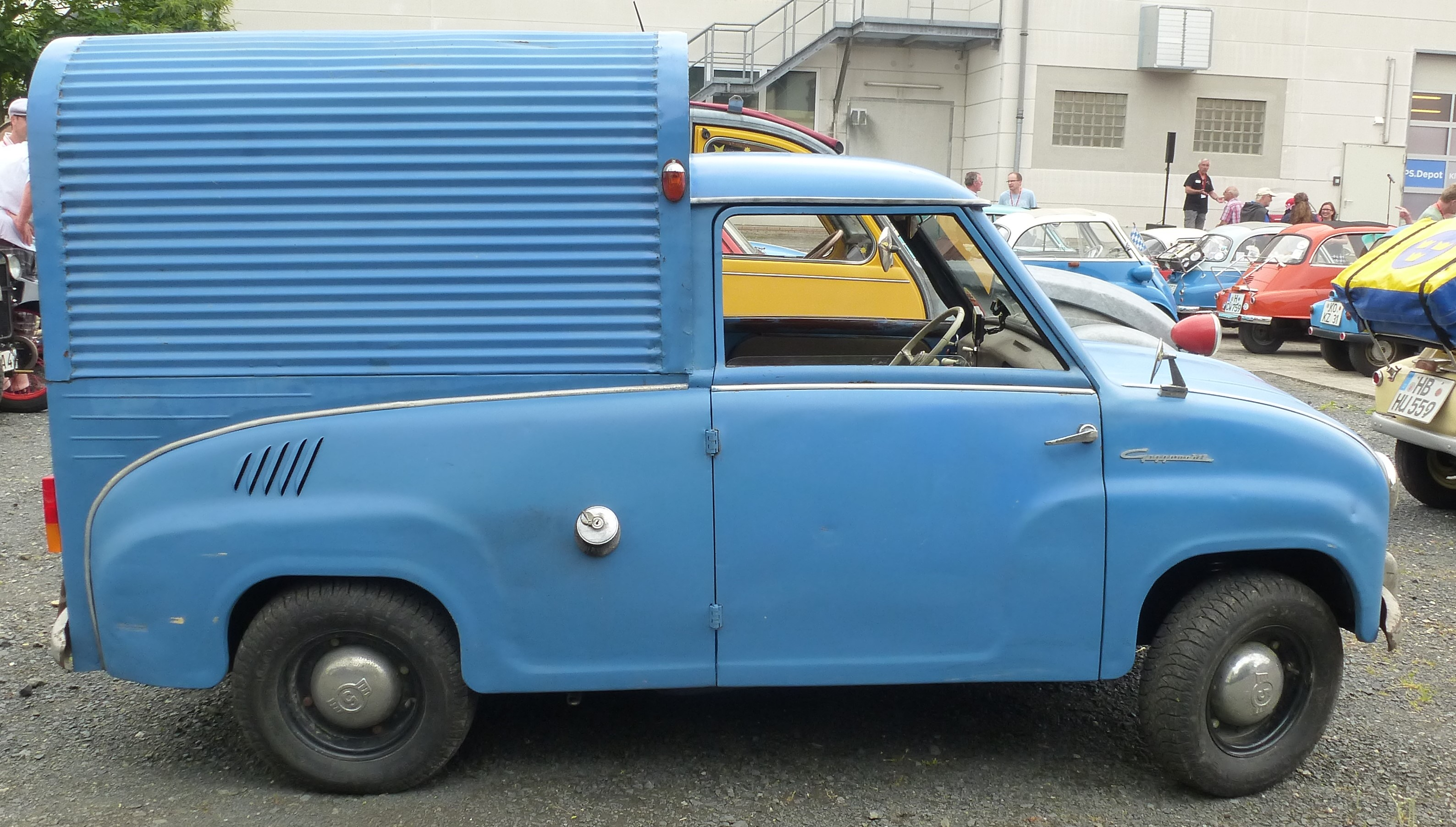
Goggomobil FM 350 als Kastenwagen von 1964

Munguía war ein spanischer Hersteller von Automobilen.

## Unternehmensgeschichte
Das Unternehmen Munguía Industrial S.A. (Munisa) aus Bilbao begann 1962 mit der Produktion von Automobilen. Der Markenname lautete Goggomobil. 1966 endete die Produktion nach etwa 8000 produzierten Exemplaren.

## Fahrzeuge
Das Goggomobil der Hans Glas GmbH wurde in Lizenz hergestellt. Die Fahrzeuge waren mit Zweizylinder-Zweitaktmotoren im Heck ausgestattet. Neben der Limousine wurden auch andere Karosserievarianten wie eine verlängerte Limousine, eine einfacher ausgestattete Limousine ohne hintere Seitenfenster für geschäftliche Nutzung, ein Lieferwagen und ein Kombi angeboten.
Fahrzeuge dieser Marke sind in verschiedenen spanischen Automuseen zu besichtigen.